# يوري كولوموتس
يوري كولوموتس (بالروسية: Коломыц, Юрий Сергеевич)‏ (30 أبريل 1979 بنيجني تاجيل في روسيا - ) هو لاعب كرة قدم روسي في مركز الدفاع. لعب مع توربيدو جودينو ودينامو بارنول وشاختيور سوليجورسك ولوخ إينيرجيا فلاديفوستوك ونادي إيرتيش بافلودار ونادي فيتيبسك وFC KAMAZ Naberezhnye Chelny ‏ وسخالين يوجنو ساخالينسك ‏ وFC Uralets-TS Nizhny Tagil ‏ ونادي أورال يكاترينبورغ.

## وصلات خارجية
- يوري كولوموتس على موقع قاعدة بيانات كرة القدم.إي يو (الإنجليزية)
- يوري كولوموتس على موقع Soccerway.com (الإنجليزية)